# Hans Daniel Sailer
Hans Daniel Sailer (Leonberg-Höfingen, 1948 - 28 december 2021) was een Duitse beeldhouwer en schilder.

## Leven en werk
Sailer studeerde van 1969 tot 1977 bij de hoogleraren K.R.H. Sonderborg en Alfred Hrdlicka aan de Staatliche Akademie der Bildenden Künste Stuttgart. Aansluitend werkte hij tot 1980 bij de Studienstiftung des Deutschen Volkes. Van 1978 tot 1987 verbleef Sailer veelvuldig in Italië. Hij was van 1983 tot 1984 docent aan de academie in Stuttgart en van 1986 tot 1989 aan de Hochschule der Künste Berlin. In 1996 was hij gasthoogleraar aan de Hochschule der Künste in Bremen.
De kunstenaar leefde en stierf in Leonberg-Höfingen in de Schwäbische Alb.

## Enkele werken in de openbare ruimte
- Paul Ehrlich-Denkmal[1] (1982), Westend Platz in Frankfurt am Main
- Friedensmahnmal[2] - 9-delig (1989/91), Stadtpark in Leonberg - met medewerking van diverse andere beeldhouwers
- Das Mythische Pferd (1989/2008), Skulpturen-Rundweg Köpfe am Korber Kopf in Korb

## Fotogalerij

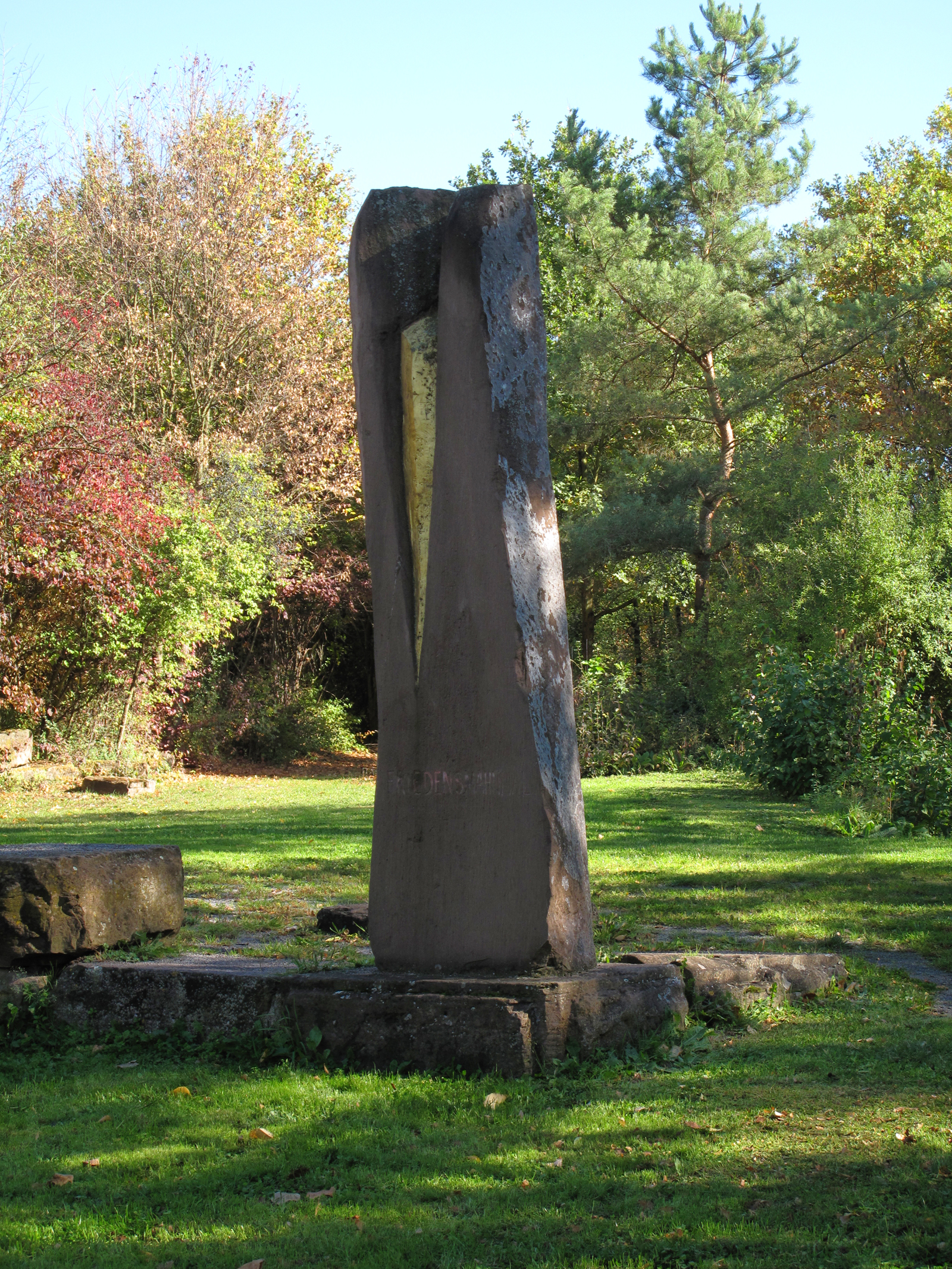
Stele, Leonberg
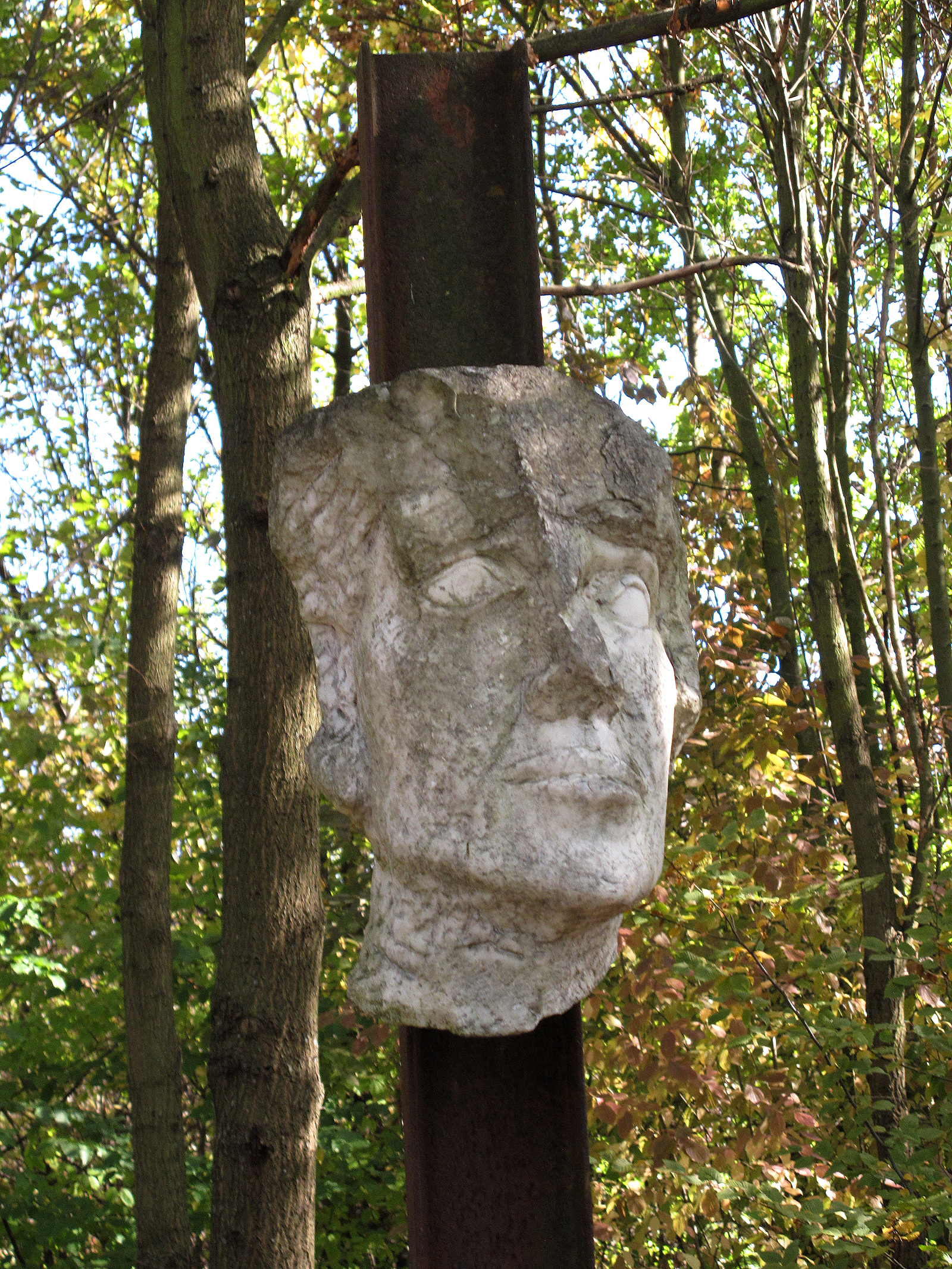
Stele mit Marmorkopf, Leonberg
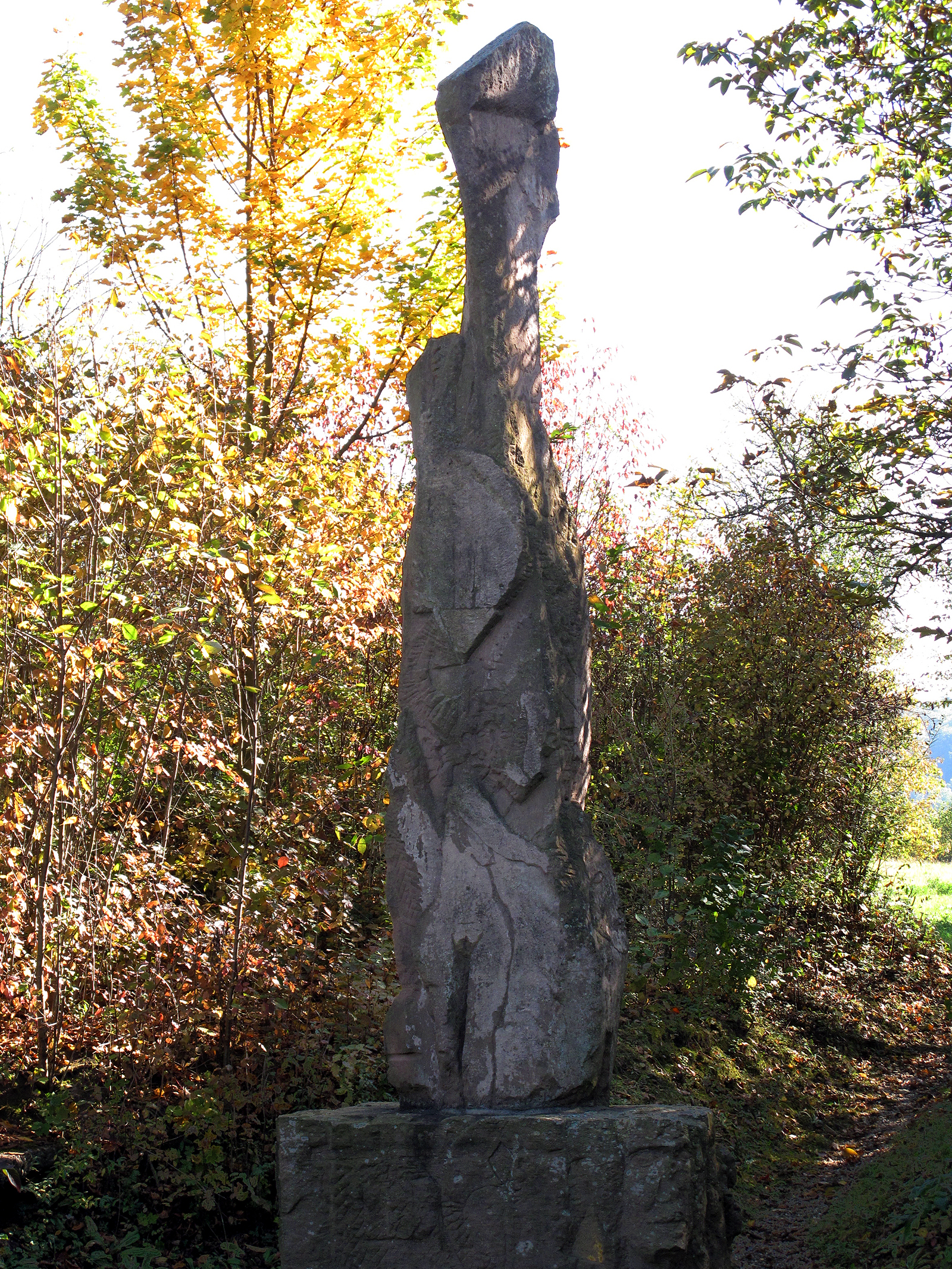
Obelisk, Leonberg